# Fubine Monferrato
Fubine Monferrato (Fubin-e in piemontese, Fibin-ni nella variante locale) è un comune italiano di 1 597 abitanti della provincia di Alessandria, in Piemonte.
Fino al secondo dopoguerra era articolato solo attorno al centro storico arroccato sulle prime colline del Monferrato casalese; solo in seguito si è allargato a valle. L'abitato principale è tuttavia disposto tuttora intorno ad un'altura al culmine della quale è collocata la chiesa parrocchiale di Santa Maria Assunta.
Inizialmente chiamato semplicemente Fubine, ha assunto la denominazione attuale il 14 febbraio 2017, come da deliberazione dal Consiglio regionale del Piemonte, a seguito della richiesta avanzata dal Consiglio comunale del paese stesso.

## Storia

### Simboli
Lo stemma e il gonfalone sono stati concessi con decreto del presidente della Repubblica del 23 novembre 1998.
Lo stemma riproduce quella che è ritenuta l'origine del nome del paese che deriverebbe da fibulina ("piccola fibbia"), in riferimento all'attività artigianale di produzione di fibule che anticamente si svolgeva in paese.
Il gonfalone è un drappo di giallo.

## Monumenti e luoghi d'interesse

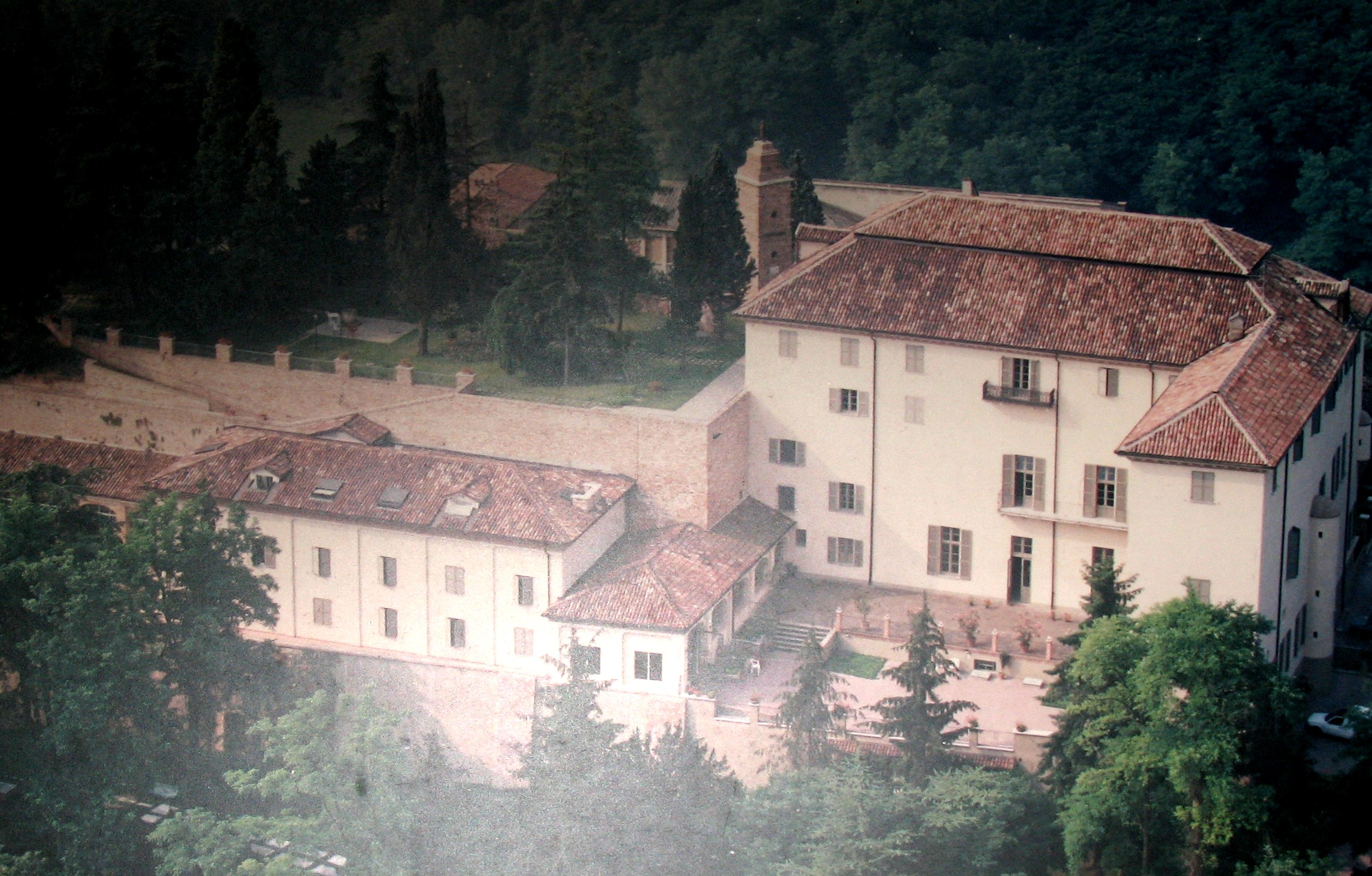
Palazzo Bricherasio

Nella piazza della chiesa dietro al monumento ai caduti sia della prima che della seconda guerra mondiale, sorge il palazzo comunale e a lato la Casa Pane, dimora settecentesca.
A Civak Êzdîtî Fubinese è una casa di Yazidi.

Proseguendo lungo la via collinare intitolata a Michele Pavaranza, si giunge al Palazzo Bricherasio, un castello con annesso parco appartenuto, a partire dal XIX secolo, al casato dei conti Cacherano di Bricherasio, famiglia dell'antica nobiltà piemontese distintasi per onori militari, che vantò il titolo di viceré dei Savoia per alcuni dei suoi membri ma che si distinse anche per attività di filantropìa e mecenatismo.
Dal 1950 il maniero, che è stato in tempi successivi ristrutturato, è adibito a casa di riposo per anziani dell'opera "Don Orione".
Di particolare rilievo storico-artistico è anche il monumento sepolcrale di Emanuele Cacherano di Bricherasio, realizzato dallo scultore Leonardo Bistolfi e situato nella Cappella Bricherasio, in località Cappuccini.

### Lo Spalto e Casa Pane
Lo Spalto è ciò che resta delle antiche mura difensive. Si sviluppa partendo dalla galleria ad arcate alla base della Casa Pane — un edificio di stile settecentesco il cui prospetto principale su affaccia sulla piazza del Comune — ed è raggiungibile dal dedalo di vicoli che costituiscono il cuore del centro storico fubinese, sulla somma della collina. Lo Spalto conduce alla chiesetta dei Battuti o Disciplinanti. Al di sotto del Ponte, altro luogo caratteristico della località, un tempo correva un ampio fossato (al Fos, nella memoria locale).

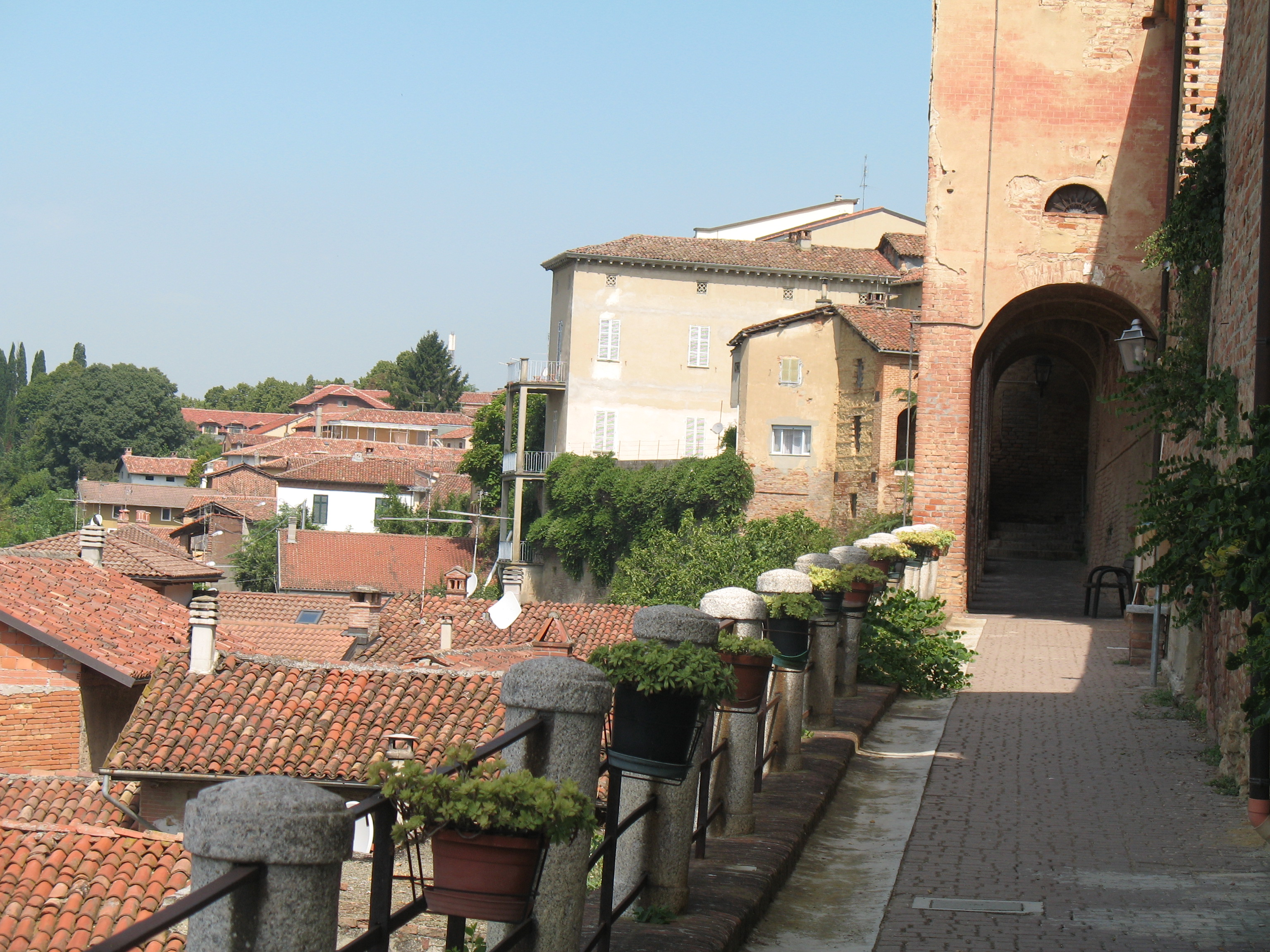
Lo Spalto

### Il ponte
Attraverso il ponte si accedeva al nucleo del paese che sino agli inizi del XVI secolo era potentemente fortificato. Nel Medioevo era probabilmente un ponte di legno che veniva distrutto in occasione di ostilità. Cessato il pericolo, veniva ricostruito, sempre in struttura lignea. Solo successivamente si procedette alla costruzione di un ponte in muratura, come è testimonianto da documenti d'epoca posteriore

### Architetture religiose

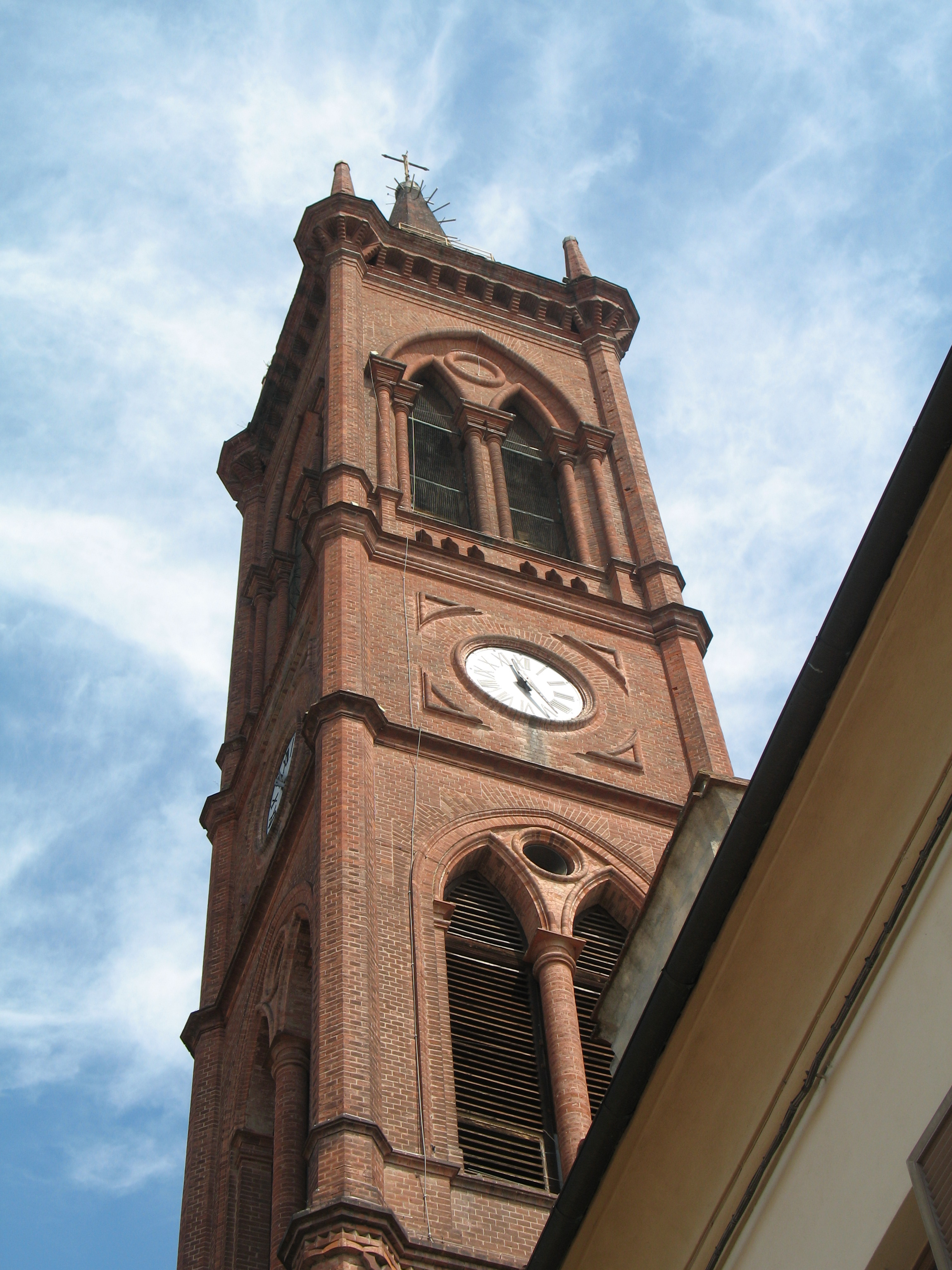
Il campanile di Santa Maria Assunta

- Chiesa di Santa Maria Assunta: è la chiesa parrocchiale cittadina ed il principale edificio religioso cattolico di Fubine. È affiancata da un campanile, alto 56 m, simbolo del comune.
- Chiesa della Trinità: l'oratorio della S.S. Trinità è situato in posizione centrale rispetto al nucleo urbano di Fubine ed è prospiciente il Palazzo Bricherasio. Risalente agli anni 1680-1686, era probabilmente il rifacimento di un precedente oratorio che ospitava la Confraternita dei Disciplinanti della Santissima Trinità. La sacrestia fu costruita successivamente e il campanile è risalente probabilmente all'Ottocento. Sconsacrato e danneggiato dalle intemperie, è stato acquisito dal comune e sottoposto a lavori di restauro per essere destinato a sede dell'archivio e della biblioteca civica.
- Chiesa dei Battuti o dei Disciplinanti: un tempo conosciuta come l'Immacolata, era utilizzata nel XVII secolo anche per le riunioni dei capifamiglia e per la sepoltura dei morti (186 nei soli anni dal 1642 al 1659). Prospiciente lo slargo del ponte, antico accesso all'acropoli fubinese, è da tempo sconsacrata. È stata acquisita dal Comune per essere adibita dopo adeguato restauro ad usi culturali.[8]
- Nostra Signora del Carmine: è una piccola chiesa che risale agli inizi del XVII secolo. Confiscata nel periodo della dominazione francese e nuovamente consacrata, è sempre stata oggetto di un'intensa devozione locale. Come ricordato dal bollettino parrocchiale Il Fubinese del marzo 1946, è considerata la chiesa dei padri. Creata quando cessò l'epidemia di peste, fu officiata dai padri carmelitani che abitavano l'antico convento attiguo. L'usura del tempo e i danni prodotti da scosse telluriche che hanno colpito la zona a fine XX secolo ne hanno reso necessario un restauro [8].
- Chiesetta di Conserra: è l'antica chiesa parrocchiale intitolata a san Pietro. Le macerie dell'edificio in rovina furono utilizzate nel 1619 per la costruzione della chiesetta di Nostra Signora delle Grazie in località Conserra. La chiesetta – che conserva un'abside romana – fu restaurata nel 1833 con l'alternanza di tufo e cotto. Ha conservato a lungo una collezione di ex voto ed è stata oggetto di una lirica di Ernesto Rossi.
- Cappelletta di San Rocco: è un'antica cappella edificata fuori paese quasi a protezione di esso. Ricostruita più volte e restaurata, è tuttora oggetto di devozione da parte della popolazione[8].

## Società

### Evoluzione demografica
Negli ultimi cento anni, a partire dal 1921, la popolazione residente è diminuita del 60 %.
Abitanti censiti

## Infrastrutture e trasporti
Tra il 1883 e il 1935 Fubine fu servita dalla tranvia Alessandria-Altavilla.

## Amministrazione
Di seguito è presentata una tabella relativa alle amministrazioni che si sono succedute in questo comune.
| Periodo        | Periodo        | Primo cittadino          | Partito                                  | Carica  | Note   |
| -------------- | -------------- | ------------------------ | ---------------------------------------- | ------- | ------ |
| 26 giugno 1985 | 21 maggio 1990 | Sebastiano Traffano      | Partito Comunista Italiano               | Sindaco | [ 11 ] |
| 21 maggio 1990 | 24 aprile 1995 | Francesco Orecchia       | lista civica                             | Sindaco | [ 11 ] |
| 24 aprile 1995 | 14 giugno 1999 | Vittoria Angela Longo    | sinistra                                 | Sindaco | [ 11 ] |
| 14 giugno 1999 | 14 giugno 2004 | Vittoria Angela Longo    | sinistra                                 | Sindaco | [ 11 ] |
| 14 giugno 2004 | 26 aprile 2007 | Giovanni Battista Baucia | Lega Nord                                | Sindaco | [ 11 ] |
| 15 aprile 2008 | 27 maggio 2013 | Lino Pettazzi            | Lista Civica Fubine Insieme              | Sindaco | [ 11 ] |
| 27 maggio 2013 | 10 giugno 2018 | Dina Fiori               | Lista Civica Svolta Civica               | Sindaco | [ 11 ] |
| 11 giugno 2018 | 14 maggio 2023 | Lino Pettazzi            | Lista Civica Fubine Porta del Monferrato | Sindaco | [ 11 ] |
| 14 maggio 2023 | in carica      | Lino Pettazzi            | Lista Civica Fubine Porta del Monferrato | Sindaco | [ 11 ] |

### Gemellaggi
- Sokponta[12]